# Curs d'aigua
|  | «riera» redirigeix aquí. Vegeu-ne altres significats a «riera (desambiguació)». |

Un curs d'aigua és el lloc per on corren les aigües. Tot curs d'aigua està alimentat per una conca. N'hi ha de naturals, com ara rius, rieres, priels i d'artificials com ara canals i regs, així com rius i rieres canalitzats.
Els torrents i els rierols formen els afluents dels rius que desemboquen en el mar o en un llac. El règim d'un curs d'aigua depèn de l'alimentació i de les característiques del llit: amplada, traçat, perfils longitudinal i transversal, etc. Les formes del llit no deixen de canviar, perquè, en certes parts, sofreixen una erosió si fa o no fa intensa, en la mesura que en d'altres es dipositen al·luvions que eleven el fons i en regularitzen el perfil. Fins i tot cascades acaben per desaparèixer, atès que, en retrocedir, l'altura en disminueix fins al punt de suprimir-se la desnivellació. La potamologia estudia els rius i llur règim.

## Rierol
Un rierol és un petit curs d'aigua natural que normalment flueix de manera continuada, però que a diferència d'un riu, té un cabal hidràulic menor. Si tendeix a desaparèixer durant l'estiu, se l'anomena riera. No és, en general, navegable. Atès el seu poc cabal, no solen haver-hi ponts per a travessar els rierols, de manera que cal fer-ho pels guals, lloc on el rierol té tan poca profunditat que pot travessar-se a peu, o serveix per al bany.

## Riera

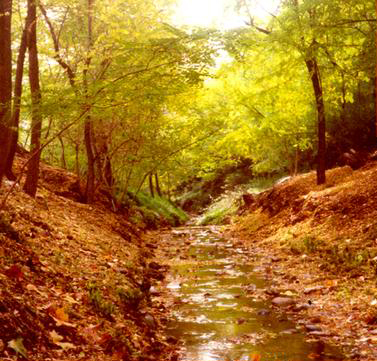
Riera de Vilamajor, al seu pas per Sant Pere de Vilamajor

Una riera és un corrent d'aigua intermitent natural que flueix amb discontinuïtat segons l'època de l'any. Posseeix un cabal hidràulic inconstant i desemboca en el mar, en un llac, en un riu o en una altra riera; en els dos darrers casos es denomina afluent. Es diferencia d'un riu perquè acostuma a tenir menys longitud i no porta aigua durant tot l'any. Es diferencia d'un torrent perquè en èpoques humides porta aigua encara que faci dies que no plou.
| Curs d'aigua    | Cabal                                                         | Continuïtat                                                       |
| --------------- | ------------------------------------------------------------- | ----------------------------------------------------------------- |
| Riu             | Abundant                                                      | Duu aigua tot l'any                                               |
| Rierol          | Escàs                                                         | Duu aigua tot l'any                                               |
| Riera           | Variable                                                      | S'asseca en èpoques seques, excepte quan plou                     |
| Rambla          | Variable                                                      | curs d'aigua intermittent, passeig fet al llit d'una antiga riera |
| Torrent         | Escàs (intens quan plou)                                      | Duu aigua quan plou i els pocs dies següents                      |
| Canal           | Curs d'aigua artificial per al reg, el desguàs o el transport | L'alimentació és artificial                                       |
| Canal navegable | Curs d'aigua artificial per al transport aquàtic              | L'alimentació és artificial                                       |